# Rubiaceae
Rubiaceae (породица броћева) је породица биљака из реда Gentianales. Једни од најпознатијих родова из ове породице су Coffea, Cinchona и Rubia.